# Fossombronia porphyrorhiza
Fossombronia porphyrorhiza là một loài Rêu trong họ Fossombroniaceae. Loài này được (Nees) Prosk. mô tả khoa học đầu tiên năm 1955.